# 約翰·軒尼詩
約翰·雷洛伊·軒尼詩（英語：John LeRoy Hennessy，1953年9月22日—），又譯約翰·漢尼斯，美國電腦科學家。為MIPS科技公司創辦人，第十任史丹福大學校長和Alphabet董事会主席。马克·安德森称他是“硅谷教父”。

## 生平
1973年，於维拉诺瓦大学取得電機工程學士學位。1975年以及1977年，於紐約石溪大學取得電腦科學碩士及博士學位。2012年10月19日获颁加拿大滑铁卢大学计算机荣誉博士学位。
1977年博士毕业后，加入斯坦福大学。
1984年創辦MIPS科技公司。
1991年成为电气电子工程师学会会士（IEEE Fellow）。
1997年成為美国计算机协会会士（ACM Fellow）。
2018年1月31日，Alphabet董事会任命約翰·軒尼詩担任Alphabet董事会主席。
2018年3月，由于“开创了一种系统的、定量的方法来设计和评价计算机体系结构，并对微处理器行业产生了持久的影响”，和大衛·帕特森一起获得2017年度的图灵奖。

## 著作
約翰．漢尼斯，「這一生，你想留下什麼？-史丹佛的10堂領導課」(英文書名：Leading Matters: Lessons from My Journey），遠見天下文化出版、2018年11月30日出版，ISBN 9789864795789

## 外部連結
- 史丹福大學官方自傳
- 約翰．漢尼斯文章《職涯第一天，就把焦點放在最重要的事情上》 （页面存档备份，存于）
- 約翰．漢尼斯文章《很多偉大的行動，都是從故事開始的》 （页面存档备份，存于）
- 約翰．漢尼斯文章《挑選職場千里馬：如何找對人，隨時準備神救援！》 （页面存档备份，存于）
- 商業週刊2018.12.5專訪 矽谷教父漢尼斯給台灣的轉型課：謙卑 （页面存档备份，存于）